# Sylva Koscina
Sylva Koscina, nascida Silva Košćina (Zagreb, 22 de agosto de 1933 — Roma, 26 de dezembro de 1994), foi uma atriz italiana, nascida na antiga Iugoslávia, que participou em numerosos filmes principalmente nas décadas de 1950 e de 1960.

## Carreira
Nascida no antigo Reino da Iugoslávia, de pai grego e mãe polaca, cedo emigrou para a Itália.  Enquanto seguia o curso de medicina, iniciou a sua carreira cinematográfica, aos 22 anos de idade, ao lado de Totò em Siamo uomini o caporali? (1955) di Camillo Mastrocinque. O seu primeiro papel importante chegou com Il ferroviere (1955), sob a direção de Pietro Germi.

Numa época em que Marilyn Monroe pontificava em Hollywood, Sylva Koscina foi a respectiva resposta do cinema italiano, protagonizando muitas películas dos anos cinquenta, sessenta e setenta, contracenando com atores como Alberto Sordi, Nino Manfredi e Ugo Tognazzi. 

## Filmografia
- Siamo uomini o caporali, de Camillo Mastrocinque (1955)
- Il ferroviere, de Pietro Germi (1955)
- Michele Strogoff, de Carmine Gallone (1956)
- Guendalina, de Alberto Lattuada (1957)
- La nonna Sabella, de Dino Risi (1957)
- La Gerusalemme liberata, de Carlo Ludovico Bragaglia (1957)
- I fidanzati della morte, de Romolo Marcellini (1957)
- Le fatiche di Ercole, de Pietro Francisci (1958)
- Racconti d'estate, de Gianni Franciolini (1958)
- Totò nella luna, de Steno (1958)
- Totò a Parigi, de Camillo Mastrocinque (1958)
- Ladro lui, ladra lei, de Luigi Zampa (1958)
- Giovani mariti, de Mauro Bolognini (1958)
- Ercole e la regina di Lidia, de Pietro Francisci (1958)
- La nipote Sabella, de Giorgio Bianchi (1958)
- Quando gli angeli piangono, de Marino Girolami (1958)
- Non sono più guaglione, de Domenico Paolella (1958)
- Le naïf aux quarante enfants, de Philippe Agostini (1958)
- Mogli pericolose, de Luigi Comencini (1959)
- Psicanalista per signore (Le confident de ces dames), de Jean Boyer (1959)
- Tempi duri per i vampiri, de Steno (1959)
- La cambiale, de Camillo Mastrocinque (1959)
- Le sorprese dell'amore, de Luigi Comencini (1959)
- Poveri milionari, de Dino Risi (1959)
- Erode il grande, de Viktor Tourjansky (1959)
- Femmine tre volte, de Steno (1959)
- Femmine di lusso, conhecido também como Intrigo a Taormina, de Giorgio Bianchi (1960)
- I piaceri dello scapolo, de Giulio Petroni (1960)
- Il sicario, de Damiano Damiani (1960)
- Crimen, de Mario Camerini (1960)
- Il vigile, de Luigi Zampa (1960)
- L'assedio di Siracusa, de Pietro Francisci (1960)
- Le pillole di Ercole, de Luciano Salce (1960)
- I genitori in blue jeans, de Camillo Mastrocinque (1960)
- Le distrazioni (Les distractions), de Jacques Dupont (1960)
- Le mogli degli altri (Ravissante), de Robert Lamoureux (1960)
- Mariti in pericolo, de Mauro Morassi (1961)
- Mani in alto, de Giorgio Bianchi (1961)
- L'uomo dalla maschera di ferro (Le masque de fer), de Henri Decoin (1962)
- il giorno più corto, de Sergio Corbucci (1962)
- La congiura dei dieci conhecido também como Lospadaccino di Siena, de Baccio Bandini (1962)
- Jessica, de Jean Negulesco e Oreste Palella (1962)
- Le massaggiatrici, de Lucio Fulci (1962)
- Copacabana Palace, de Steno (1962)
- La lepre e la tartaruga (Le lièvre et la tortue), episódio de Le 4 verità (Les quatre vérités), de Alessandro Blasetti (1962)
- Il paladino della corte di Francia (La salamandre d'or), de Maurice Régamey (1962)
- Le monachine, de Luciano Salce (1963)
- Il fornaretto di Venezia, de Duccio Tessari (1963)
- Cyrano e D'Artagnan (Cyrano et d'Artagnan), de Abel Gance (1963)
- L'appartemento delle ragazze (L'appartement des filles), de Michel Deville (1963)
- L'uomo in nero (Judex), de Georges Franju (1963)
- Una storia di notte, de Luigi Petrini (1964)
- Sabato 18 luglio, episódio de L'idea fissa, de Gianni Puccini (1964)
- Cadavere per signora, de Mario Mattoli (1964)
- Amore e vita, episodio di Amore in quattro dimensioni, de Jacques Romain (1964)
- Se permettete parliamo di donne, de Ettore Scola (1964)
- Troppo caldo per giugno (Hot Enough for June), de Ralph Thomas (1964)
- Giulietta degli spiriti, de Federico Fellini (1965)
- Corpo a corpo (L'arme à gauche), de Claude Sautet (1965)
- Io, io, io... e gli altri, de Alessandro Blasetti (1965)
- La donna, episódio de Made in Italy, de Nanni Loy (1965)
- Colpo grosso a Galata Bridge (Estambul 65), de Antonio Isasi-Isasmendi (1965)
- Il morbidone, de Massimo Franciosa (1965)
- Il triangolo circolare (Le grain de sable), de Pierre Kast (1965)
- L'autostrada del sole, episódio de Thrilling, de Carlo Lizzani (1965)
- I soldi, de Gianni Puccini e Giorgio Cavedon (1965)
- Lo straniero di passaggio (Le monsieur de passage), episodio de Racconti a due piazze (Le lit à deux places), de François Dupont-Midi (1966)
- I sette falsari (Monnaie de singe), de Yves Robert (1966)
- Più micidiale del maschio (Deadlier Than the Male), de Ralph Thomas (1966)
- Agente X-77 - ordine di uccidere (Baraka sur X 13), de Maurice Cloche e Silvio Siano (1966)
- Layton... bambole e karatè (Carré de dames pour un as), de Jacques Poitrenaud (1966)
- Tre morsi nella mela (Three Bites of the Apple), de Alvin Ganzer (1967)
- Johnny Banco, de Yves Allégret (1967)
- I protagonisti, de Marcello Fondato (1967)
- La calata dei barbari, de Robert Siodmak (1968)
- Guerra amore e fuga, de Jack Smight (1968)
- Justine ovvero le disavventure della virtù, de Jesús Franco (1968)
- La moglie nuova, de Michael Worms (1969)
- L'assoluto naturale, de Mauro Bolognini (1969)
- Vedo nudo, de Dino Risi (1969)
- La battaglia della Neretva, de Veljko Bulajic (1969)
- Ninì Tirabusciò la donna che inventò la mossa, de Marcello Fondato (1970)
- I lupi attaccano in gruppo, de Phil Karlson (1970)
- Mazzabubù... Quante corna stanno quaggiù?, de Mariano Laurenti (1971)
- Nel buio del terrore, de Antonio Nieves Condè (1971)
- Homo Eroticus, de Marco Vicario (1971)
- 7 scialli di seta gialla, de Sergio Pastore (1971)
- Noi donne siam fatte così!, de Dino Risi (1971)
- Boccaccio, de Bruno Corbucci (1972)
- La strana legge del dott. Menga, de Fernando Merino (1972)
- Beati i ricchi, de Salvatore Samperi (1972)
- Il cav. Costante Nicosia demoniaco ovvero: Dracula in Brianza, de Lucio Fulci  (1975)
- Lisa e il Diavolo, de Mario Bava (1975)
- Casanova & Company, de Franz Antel (1975)
- L'ingorgo - Una storia impossibile, de Luigi Comencini (1978)
- I seduttori della domenica, de Dino Risi (1980)
- Asso, de Castellano e Pipolo (1981)
- Questo e quello, de Sergio Corbucci (1982)
- Cenerentola '80, de Roberto Malenotti (1983)
- Mani di fata, de Steno (1983)
- Rimini Rimini, de Sergio Corbucci (1987)
- Rimini, Rimini - Un anno dopo, de Bruno Corbucci (1988)
- Ricky e Barabba, de Christian De Sica (1992)
- C'è Kim Novak al telefono, de Enrico Roseo (1993)